# Narodowe Centrum Badań i Rozwoju
Narodowe Centrum Badań i Rozwoju – polska agencja wykonawcza w rozumieniu ustawy z dnia 27 sierpnia 2009 r. o finansach publicznych (Dz.U. z 2022 r. poz. 1634, ze zm.), powołana do realizacji zadań z zakresu polityki naukowej, naukowo-technicznej i innowacyjnej państwa. Ma siedzibę przy ul. Chmielnej 69 w Warszawie.

## Misja
Misją NCBR jest wsparcie polskich jednostek naukowych oraz przedsiębiorstw w rozwijaniu ich zdolności do tworzenia i wykorzystywania rozwiązań opartych na wynikach badań naukowych w celu nadania impulsu rozwojowego gospodarce i z korzyścią dla społeczeństwa.

## Zadania
Głównym zadaniem Centrum jest wspieranie tworzenia nowoczesnych rozwiązań i technologii zwiększających innowacyjność, a tym samym konkurencyjność polskiej gospodarki. Działalność Centrum ma służyć wzmocnieniu współpracy między polskim biznesem, której efektem ma być większe zaangażowanie przedsiębiorców w finansowanie badań oraz skuteczniejsza komercjalizacja ich wyników. Realizując te cele, NCBR dba o to, by wydawane na prace badawczo-rozwojowe publiczne pieniądze przynosiły jak największe korzyści polskiej gospodarce.
Poprzez kilkadziesiąt programów Centrum może zapewnić wsparcie finansowe projektu już na wszystkich poziomach gotowości technologicznej – od wstępnych badań przemysłowych aż do opracowania innowacyjnego produktu, usługi lub technologii. Ofertę tę uzupełniają programy wspierające finansowanie międzynarodowej ochrony własności przemysłowej czy ekspansji zagranicznej młodych firm innowacyjnych. Dużą uwagę Centrum przykłada także zapewnianiu dobrych warunków dla rozwoju kadry naukowej. Szczególny nacisk kładziony jest na wspieranie młodych naukowców. Prowadzone są także w uzgodnieniu z Ministerstwem Obrony Narodowej, Ministerstwem Spraw Wewnętrznych i Administracji i Agencją Bezpieczeństwa Wewnętrznego działania związane z badaniami na rzecz bezpieczeństwa i obronności państwa. Celem realizowanych programów i projektów jest nie tylko podniesienie potencjału polskich podmiotów naukowych i przemysłowych, ale także dążenie do niezależności technologicznej poprzez tworzenie polskiego know-how w zakresie technologii, bezpieczeństwa i obronności państwa.
Centrum realizując swoje zadania podejmuje współpracę również z innymi podmiotami, a także tworzy programy sektorowe stanowiące bezpośrednią odpowiedź na zapotrzebowanie przedsiębiorców określonych branż polskiej gospodarki. Stara się także angażować w finansowanie B+R fundusze Venture Capital. Istotnym obszarem działalności Centrum jest współpraca międzynarodowa. Od 2011 roku Centrum pełni także rolę instytucji pośredniczącej dla priorytetów w obszarze wsparcia sektora B+R oraz szkolnictwa wyższego.
Budżet przeznaczony na badania i rozwój systematycznie się zwiększa i w roku 2018 wynosił 6,8 miliarda złotych.
Centrum jest finansowane ze środków skarbu państwa oraz funduszy Unii Europejskiej. Narodowe Centrum Badań i Rozwoju realizuje także zadania zlecone przez Ministra Nauki i Szkolnictwa Wyższego.

## Afera NCBiR
W 2023 roku w czasie rządów Prawa i Sprawiedliwości miała miejsce tzw. Afera NCBiR związana z nieprawidłowościami w czasie konkursu Szybka ścieżka - Innowacje cyfrowe. Część beneficjentów programu była powiązana z politykami Republikanów, zaś część firm otrzymała dotacje z konkursu pomimo niskiej oceny lub krótkiego doświadczenia (jedna z firm, które otrzymały dotację, została założona dziesięć dni przed ostatecznym terminem składania ofert w konkursie).

## Dyrektorzy NCBR
- gen. bryg. prof. dr hab. inż. Bogusław Smólski (od 2 lipca 2007 do 31 grudnia 2010)
- prof. dr hab. Krzysztof Jan Kurzydłowski (od 1 stycznia 2011 do 20 stycznia 2016)[5]
- prof. Jerzy Kątcki (w 2016, jako p.o.)[6]
- prof. dr hab. inż. Maciej Chorowski (od 8 kwietnia 2016 do 29 lipca 2019)[7]
- dr inż. Wojciech Kamieniecki (od 30 lipca 2019 do 17 lutego 2022)[8][9]
- dr Remigiusz Kopoczek (od 20 lipca 2022 do 9 sierpnia 2022, od 18 lutego 2022 jako p.o.)[10][11]
- dr Paweł Kuch (od 9 sierpnia 2022 do 9 lutego 2023, jako p.o.)[12]
- dr Jacek Orzeł (od października 2023 do 7 marca 2024; od 9 lutego 2023 jako p.o.[13])
- prof. dr hab. inż. Jerzy Małachowski (od 7 czerwca 2024[14]; od 7 marca 2024 jako p.o.[15])

## Status prawny
Narodowe Centrum Badań i Rozwoju działa od 1 lipca 2007 r. na mocy ustawy z dnia 30 kwietnia 2010 r. o Narodowym Centrum Badań i Rozwoju (Dz.U. z 2024 r. poz. 1170).